# E Is for Everything on Fat Wreck Chord
E Is for Everything on Fat Wreck Chord è una raccolta del gruppo pop punk statunitense Bracket, pubblicata il 19 novembre 1996 su Fat Wreck Chords e contenente i primi EP pubblicati dalla band con l'etichetta dal 1994.

## Tracce
- Tutte le tracce sono state scritte dai Bracket[1]

1. Hermit – 4:00
2. 2RAK005 – 2:33
3. Speed Bump – 3:43
4. WWF – 2:03
5. Talk Show – 2:45
6. Flea Market – 2:49
7. Eating Pie – 3:15
8. My Stepson[4] – 1:26
9. Envy – 4:11
10. Warren's Song, Pt. 3 – 0:22

## Formazione
- Marty Gregori – voce e chitarra
- Larry Tinney – chitarra
- Zack Charlos – basso
- Ray Castro – batteria